# Elaphoidella varians
Elaphoidella varians is een eenoogkreeftjessoort uit de familie van de Canthocamptidae. De wetenschappelijke naam van de soort is voor het eerst geldig gepubliceerd in 1955 door Chappuis.